# Ordekli (Zangilan)
Ordekli est un village de la région de Zangilan en Azerbaïdjan.

## Histoire
En 1993-2020, Ordekli était sous le contrôle des forces armées arméniennes. Le 9 novembre 2020, le village d'Ordekli a été restitué sous le contrôle de l'Azerbaïdjan.